# Mihail Nyikolajevics Romanov orosz nagyherceg
Mihail Nyikolajevics Romanov (ismert még mint Mihail Nyikolajevics nagyherceg, oroszul: Великий князь Михаил Николаевич Романов; Szentpétervár, 1832. október 25. – Cannes, 1909. december 18.), a Holstein–Gottorp–Romanov-házból származó orosz nagyherceg, az Orosz Cári Hadsereg tábornagya, a Kaukázus cári helytartója, az Államtanács elnöke. I. Miklós orosz cár és Hohenzollern Alekszandra Fjodorovna cárné fia.

## Élete

### Származása és ifjúkora
Mihail Nyikolajevics nagyherceg I. Miklós cár és Sarolta porosz királyi hercegnő tizedik, utolsó gyermekeként látta meg a napvilágot 1832-ben. Édesanyja, aki Oroszországban az „Alekszandra Fjodorovna” nevet viselte, porosz hercegnőként született, ilyenformán Mihail nagyherceg közeli rokonságban állt a Hohenzollern-házzal.
Mihail nagyhercegnek összesen kilenc testvére volt, azonban ebből két leánygyermek koraszülöttségük miatt mindössze egy napig élt. A nagyhercegnek és testvéreinek gondtalan gyermekkor jutott osztályrészül; a cári gyermekek boldog családi körben nőttek fel. Szüleik kapcsolata kiegyensúlyozott volta kölcsönös vonzódáson alapult, és meghatározta a cári család egészének életét. I. Miklós cár poroszos szigora és a legapróbb részletekre is kiterjedő rendszeretete katonás légkört teremtett a cári udvarban; ugyanakkor nem gátolta gyermekei boldog felcseperedését.
Az orosz cári család hagyományainak és elvárásainak megfelelően I. Miklós cár a saját fiainak is politikai avagy katonai pályát szánt. Ellenben míg idősebb fiai esetében sikerült keresztülvinnie terveit és befolyásos pozícióba helyezte őket, addig Mihail Nyikolajevics nem részesülhetett ebben a kiváltságban: édesapja 1855-ben, a nagyherceg képzésének befejezése előtt elhunyt. Mihail nagyherceg katonai kiképzésben részesült, tizennégy évesen már hadnagyi rangot szerzett, majd két évvel később egy krími tüzérségi ezredhez került első szolgálatára. 1852-ben tulajdon édesapja testőrségébe került, mint a lovas testőrök tüzérségének dandárparancsnoka. A nagyherceg testvére, id. Nyikolaj Nyikolajevics társaságában esett át a tűzkeresztégen a krími háború egyik csatájában 1854. október 24-én; a csatában tanúsított magatartása miatt Mihail nagyherceg a Szent György Rend negyedik fokozatú kitüntetésében részesült november 7-én.
Édesapja halálával és bátyja, II. Sándor cár trónra kerülésével Mihail Nyikolajevics fokozatosan bekerült a köztudatba. Az új uralkodó testvérei révén kívánta megtartani hatalmát, így befolyásos posztokra nevezte ki őket. 1856. január 25-én Mihail nagyherceg az Államtanács egyik tagjává vált, továbbá több katonai tisztség birtokosa lett. Az 1877–78-as orosz–török háború alatt Mihail nagyherceg az orosz haderők egyik vezére volt. A harcokban való szerepéért tüzérségi tábornagyi rangra emelték, és több katonai kitüntetéssel jutalmazták. A nagyherceg 1877-ben új, jó minőségű fegyvereket vezetett be a hadseregben; irányítása alatt a tüzérség létszáma olyannyira megnövekedett, hogy a fővárosi Mihajlovszkij Tüzérségi Akadémia megtelt tanulókkal, s 1894-ben a nagy hallgatói létszámra való tekintettel a új tüzérségi iskolát kellett nyitni. Mihail Nyikolajevics továbbá versenyekkel, viadalokkal igyekezett élénkíteni a hadsereg tisztjeit, több kupát és versenyt is szervezett a tüzérség számára.

### Házassága és gyermekei
Mihail Nyikolajevics nagyherceg 1857. augusztus 16-án az orosz fővárosban feleségül vette Cecília badeni hercegnőt, aki az ortodox kereszténységben az „Olga Fjodorovna” nevet vette fel férje javaslatára, minthogy Mihail nagyherceg „nem kedvelte a Cecíliát”. A rosszindulatú híresztelések szerint Olga Fjodorovna biológiai édesapja nem Lipót badeni nagyherceg volt, hanem édesanyja egyik zsidó származású szeretője. Az antiszemita orosz udvarban éppen emiatt sokan gúnyosan fogadták a badeni hercegnőt; Mihail Nyikolajevics ugyanakkor figyelmen kívül hagyta a hitvese származásáról szóló híreszteléseket.

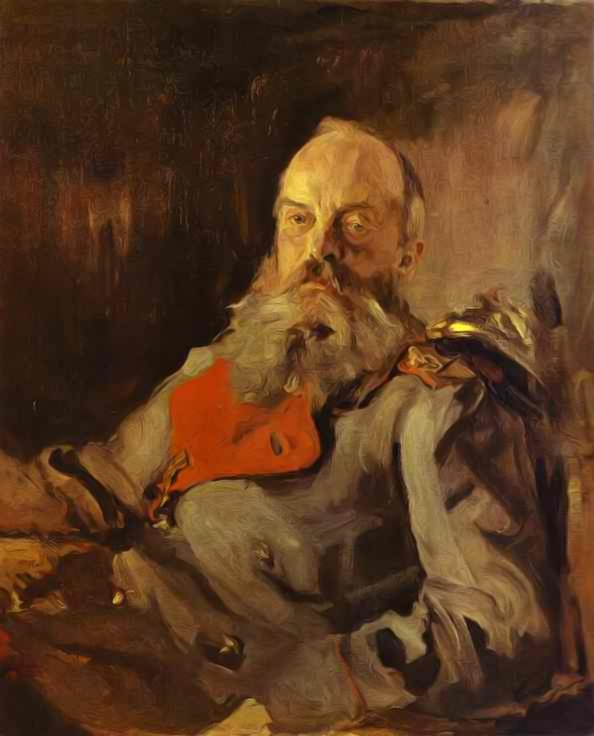
Az idős Mihail Nyikolajevics orosz nagyherceg (1900; Valentyin Alekszandrovics Szerov)

Mihail Nyikolajevics és Olga Fjodorovna szerelmi házasságot kötöttek. Kapcsolatukat mindvégig kiegyensúlyozottság és harmónia jellemezte; I. Miklós cár fiai közül Mihail nagyherceg volt a egyetlen, aki hűséges maradt feleségéhez. A boldog házasságból összesen hét gyermek született, akik között csak egyetlen leány volt. A nagyherceg és a felesége híresek voltak szigorúságukról a gyermekeikkel szemben. Kitűnő nevelést biztosítottak nekik, azonban a gyermekek spártai fegyelemben cseperedtek fel. Később összes fiuk katonai pályára lépett, Mihail nagyherceg óhajának megfelelően:
- Nyikolaj Mihajlovics nagyherceg (1859–1919), kivégezték a bolsevikok
- Anasztaszija Mihajlovna nagyhercegnő (1860–1922), házassága révén Mecklenburg–Schwerin nagyhercegnéje
- Mihail Mihajlovics nagyherceg (1861–1929), morganatikus házassága miatt száműzték
- Georgij Mihajlovics nagyherceg (1863–1919), kivégezték a bolsevikok
- Alekszandr Mihajlovics nagyherceg (1866–1933)
- Szergej Mihajlovics nagyherceg (1869–1918), kivégezték a bolsevikok
- Alekszej Mihajlovics nagyherceg (1875–1895), fiatalon elhunyt.

A „Mihajlovicsok”, ahogyan Mihail Nyikolajevics leszármazottjait nevezték, alkották a cári család legnépesebb ágát. A család többi tagja szerint ők voltak a felelősök azért, hogy 1885 januárjában III. Sándor cár rendelkezése értelmében attól kezdve csak annak a családtagnak járt nagyhercegi cím, akinek apai nagyapja a cári méltóságot viselte. Mihail Nyikolajevics unokái így kivétel nélkül csupán orosz „cári vérből való” hercegi rangot viseltek, ami alacsonyabb státusszal és kevesebb jövedelemmel járt együtt.

### A Kaukázus cári helytartója
| „                                    | […] Mihail nagyherceget ezzel szemben a család három nemzedéke tisztelte és szerette, végül ő lett a család politikusa, és az a férfi, akiben három cár bízott meg fenntartás nélkül, sőt négy, ha beleszámítjuk apját is. | ” |
| – Mihail Nyikolajevics nagyhercegről | |   |

Mihail nagyherceg 1857-ben megbízást adott Andrej Ivanovics Stakensnejdernek egy új palota felépítésére Szentpétervárott. Az eklektikus épület 1861-ben készült el, és az Új Mihajlovszkij-palota nevet kapta. Az „új” jelző megkülönböztetésként szolgált a Mihail Pavlovics nagyherceg által emeltetett Régi Mihajlovszkij-palotától. A családi otthonként szolgáló épület egészen 1917-ig volt a nagyherceg leszármazottjainak birtokában; ekkor ugyanis állami tulajdonba került.
1862. december 6-án az uralkodó a Kaukázus cári helytartójává és katonai parancsnokává nevezte ki Mihail Nyikolajevics nagyherceget. Irányítása alatt az orosz erők végleg befejezték Csecsenföld, Dagesztán és a Nyugat-Kaukázus meghódítását; elismerésként a nagyherceg a Szent György Rend második fokozatú kitüntetésében részesült. Uralkodása alatt reformok sorozatát hajtották végre a térségben: a hadsereg mellett jelentős fejlesztéseket folytattak a kommunikációs lehetőségek és az igazságügy terén is. Feleségével egyetértésben Mihail nagyherceg is kiemelt figyelmet szentelt a nők oktatásának, a gyógyászatnak és a szegényebb, elmaradottabb családoknak. Tevékenységeiknek köszönhetően a helytartói házaspár közkedveltségnek örvendett a helyi nemesség és lakosság körében egyaránt. Viktória brit királynő megemlékezése szerint „nagyon-nagyon elbűvölő, roppant szelíd és jóindulatú… Elbájolt minket és úgy hallom, hogy bármerre megy, nagyok és kicsinyek, vagyis mindenki szereti.” A nagyherceg egyetlen leánya, Anasztaszija Mihajlovna nagyhercegnő „minden tekintetben aranyból való lényként” jellemezte édesapját. 
 A nagyherceg és családja a tartomány fővárosába, Tifliszbe költözött; Olga Fjodorovna és Mihail Nyikolajevics gyermekei az itteni helytartói palotában születtek meg és nevelkedtek.

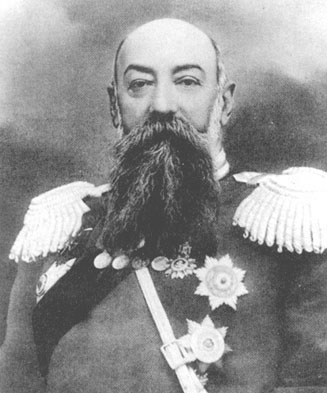
Mihail Nyikolajevics orosz nagyherceg és kaukázusi helytartó

1881-ben merénylet következtében elhunyt II. Sándor cár. Örökébe fia, III. Sándor cár lépett, aki rossz kapcsolatot ápolt legtöbb nagybátyjával. Többjüket nyomban menesztette pozíciójukból, ám Mihail Nyikolajevicset kivételezettként meghagyta helytartói tisztségében. Az új uralkodó és másik nagybátyja, Konsztantyin Nyikolajevics nagyherceg között fennálló ellenségeskedés eredményeként III. Sándor 1881-ben eltávolította a nagyherceget az Államtanács elnöki székéből. A pozíciót Mihail Nyikolajevics nagyhercegre bízta; aki ez okból 1882-ben lemondott a kaukázusi helytartói címéről, és családjával együtt visszatért az orosz fővárosba. Az Államtanács elnökeként tevékenyen részt vett az ország politikájában; III. Sándor fia, II. Miklós cár is igényt tartott a segítségére. Mihail Nyikolajevicset 1905-ben gyorsan romló egészségi állapota okán leváltották az elnöki posztról. Utódja Dmitrij Martinovics Szolszkij gróf lett, aki mindössze egyetlen évig állt a tanács élén.

### Halála és emlékezete
Olga Fjodorovna nagyhercegné 1891 áprilisában bekövetkezett halála után a nagyherceg szinte menekült Oroszországból, a közélettől teljes mértékben visszavonult. Cannes-ban található, Wenden névre keresztelt villájában töltötte hátralevő éveinek jelentős részét. A 20. század elejére ő volt a cári család legidősebb férfi tagja, és mint ilyen, nagy megbecsülésnek és tiszteletnek örvendett.
A nagyherceg egészsége a századforduló után rohamosan hanyatlásnak indult; 1903-ban agyvérzést kapott. A nagyherceg ekkor végleg franciaországi birtokára költözött, ahol Anasztaszija Mihajlovna leánya és száműzetésben élő fia és menye, Mihail Mihajlovics nagyherceg és Szofja Nyikolajevna de Torby grófnő ápolták őt egészen 1909. december 18-án bekövetkezett haláláig. A nagyherceget a családi hagyományoknak megfelelően a szentpétervári Péter–Pál-székesegyházban temették el ünnepélyes keretek között.
Gyermekei közül hármat a bolsevik vezetés végeztetett ki a forradalom és a polgárháború idején. Egyetlen leánya részéről két leányunokája származott, Alexandrina és Cecília hercegnők, akik mindketten jelentős dinasztiákba házasodtak be. Mihail nagyherceg fiai közül hárman gyermektelenül haltak meg; legtöbb ma is élő leszármazottja Alekszandr Mihajlovics fia révén van.